# Train World
Train World — железнодорожный музей в Схарбеке, муниципалитете Брюсселя, Бельгия, и официальный музей Национальной железнодорожной компании Бельгии (NMBS/SNCB). Он расположен в сохранившихся зданиях железнодорожной станции Схарбек и в новом сарае, построенном к северу от нее. Хотя открытие музея планировалось на 2014 год, оно было отложено до сентября 2015 года, когда его торжественно открыл король Филипп.

## Обзор
Площадь музея составляет более 8000 квадратных метров (86 000 квадратных футов), и в нём представлены 22 локомотива. Здесь также представлены 1200 других объектов, в том числе оригинальный железнодорожный мост XIX века. Одним из наиболее важных объектов музея является паровоз Pays du Waes 1845 года выпуска, который является старейшим сохранившимся локомотивом в континентальной Европе.

## Галерея
|  |  |  |  |  |  |

## Сноски